# Ozrinići
Ozrinići (en serbe cyrillique: Озринићи) est une petite ville du centre du Monténégro, dans la municipalité de Nikšić.

## Démographie

### Évolution historique de la population[1]
| 1948  | 1953  | 1961  | 1971  | 1981  | 1991  | 2003  | 2008  |
| ----- | ----- | ----- | ----- | ----- | ----- | ----- | ----- |
| 1 129 | 1 355 | 1 537 | 1 826 | 1 877 | 1 873 | 2 024 | 2 062 |